# Stocksbo
Stocksbo is een plaats in de gemeente Ljusdal in het landschap Hälsingland en de provincie Gävleborgs län in Zweden. De plaats heeft 101 inwoners (2005) en een oppervlakte van 55 hectare.